# Bart
Bart (szlovákul Bruty, németül: Barth) község Szlovákiában, a Nyitrai kerületben, az Érsekújvári járásban.

## Fekvése
Párkánytól 22 km-re északnyugatra fekszik, egy dombon.

## Élővilága
A faluban egy gólyafészket tartanak nyilván. 2023-ban 2 gólyafiókát számoltak össze.

## Története
2015-ben a zselízi csoport objektumait sikerült dokumentálni délkeletre a falu lakott területétől, az út és a patak (Gránicz vizek/ Nagy ogy.) közelében.
1223-ban említik először Buruth néven. Többféle neve is volt, mint például Burth, Barth és végül Bart lett. Ezután kapta a szlovák nevét: Bruty.
Vályi András szerint "BART. Magyar falu Esztergom Vármegyében, fekszik Bars Vármegyének szélén, Libadfalva, és Gylva pusztával határoztatva, lakosai katolikusok, Szentegyházát Eszterházy Imre Hertzegsége építtette, e’ helységnek akkori földes Ura, most az Esztergomi Érsekségnek birtokában vagyon. A’ szerentsétlen idők kivetkeztették előbbeni szépségéből, és nagyságából; határbéli földgye jó, legelője elég, szőlői saványú bort termők, eladásra a’ Dunán, Esztergomban, és a’ Bánya Városokban, második Osztálybéli."
Fényes Elek szerint "Bart, magyar falu, Esztergom, az uj rendezés szerint Komárom vármegyében, ut. p. Kéméndhez északnyugotra 1 óra. Határa róna és dombos, termékeny fekete föld; a lakosok birnak 1479 hold első, 740 hold második osztálybeli szántóföldet, 78 1/2 hold rétet, 406 kapa szőlőt; erdeje nincs. Lakja 936 katholikus paroch. templommal. – Birja az esztergomi érsek."
A trianoni békeszerződésig Esztergom vármegye Párkányi járásához tartozott.
1938 és 1944 között – az első bécsi döntés következtében – ismét magyar fennhatóság alá került.
A második világháborús harcokban a község 90%-át lerombolták.

## Lakosság
| Év:            | 1994. | 2004.   | 2014.    | 2024. |
| -------------- | ----- | ------- | -------- | ----- |
| Emberek száma: | 734   | 681     | 605      | 605   |
| Eltérés:       |       | -7,22 % | -11,16 % | +0 %  |

| Év:            | 2023. | 2024.   |
| -------------- | ----- | ------- |
| Emberek száma: | 608   | 605     |
| Eltérés:       |       | -0,49 % |

Lakosságszáma csökken, mivel sok az idős ember és kevés gyermek születik. Az üresen álló házakat gyakran magyarországiak veszik meg, és hétvégi házként használják.
A faluban a korábbi időszakokhoz képest jelentősen javult az infrastruktúra, részben annak is köszönhetően, hogy sok régi vályogházat új tulajdonosok vásároltak meg és teljesen felújították azokat. A turisztikai céllal felújított épületek munkalehetőséget is teremtenek.
1880-ban 1065 lakosából 999 magyar és 14 szlovák anyanyelvű volt.
1890-ben 1109 lakosából 1106 magyar és 2 szlovák anyanyelvű volt.
1900-ban 1198 lakosából 1190 magyar és 8 szlovák anyanyelvű volt.
1910-ben 1168 lakosából 1155 magyar, 12 szlovák és 1 német anyanyelvű volt.
1921-ben 1323 lakosából 1313 magyar és 3 csehszlovák volt.
1930-ban 1240 lakosából 1163 magyar és 53 csehszlovák volt.
1941-ben 1087 lakosából 1078 magyar és 6 szlovák volt.
1970-ben 1165 lakosából 1149 magyar és 16 szlovák volt.
1980-ban 989 lakosából 968 magyar és 20 szlovák volt.
1991-ben 795 lakosából 761 magyar és 31 szlovák volt.
2001-ben 701 lakosából 636 magyar és 49 szlovák volt.
2011-ben 618 lakosából 512 magyar és 54 szlovák volt.
2021-ben 578 lakosából 446 (+9) magyar, 80 (+4) szlovák, 1 (+3) cigány, 1 egyéb és 50 ismeretlen nemzetiségű volt.

## Neves személyek
- Itt szolgált Mészáros Imre (1811–1865) esztergomi kanonok, egyháztörténész, a Magyar Tudományos Akadémia levelező tagja.
- Itt szolgált élete utolsó hat évében, itt is halt meg és itt is nyugszik Gürtler Dénes (1881–1944) esperes-plébános, felvidéki magyar politikus, szlovákiai nemzetgyűlési és magyarországi országgyűlési képviselő.
- Itt szolgált Kő József (1902–1956) a Rákosi-rendszerben politikai okok miatt bebörtönzött papok egyike.
- Itt dolgozott Csepécz Szilvia (1965–2011) Madách- és IBBY-díjas szlovákiai magyar író, költő, szerkesztő-riporter, könyvtárvezető.

## Nevezetességei

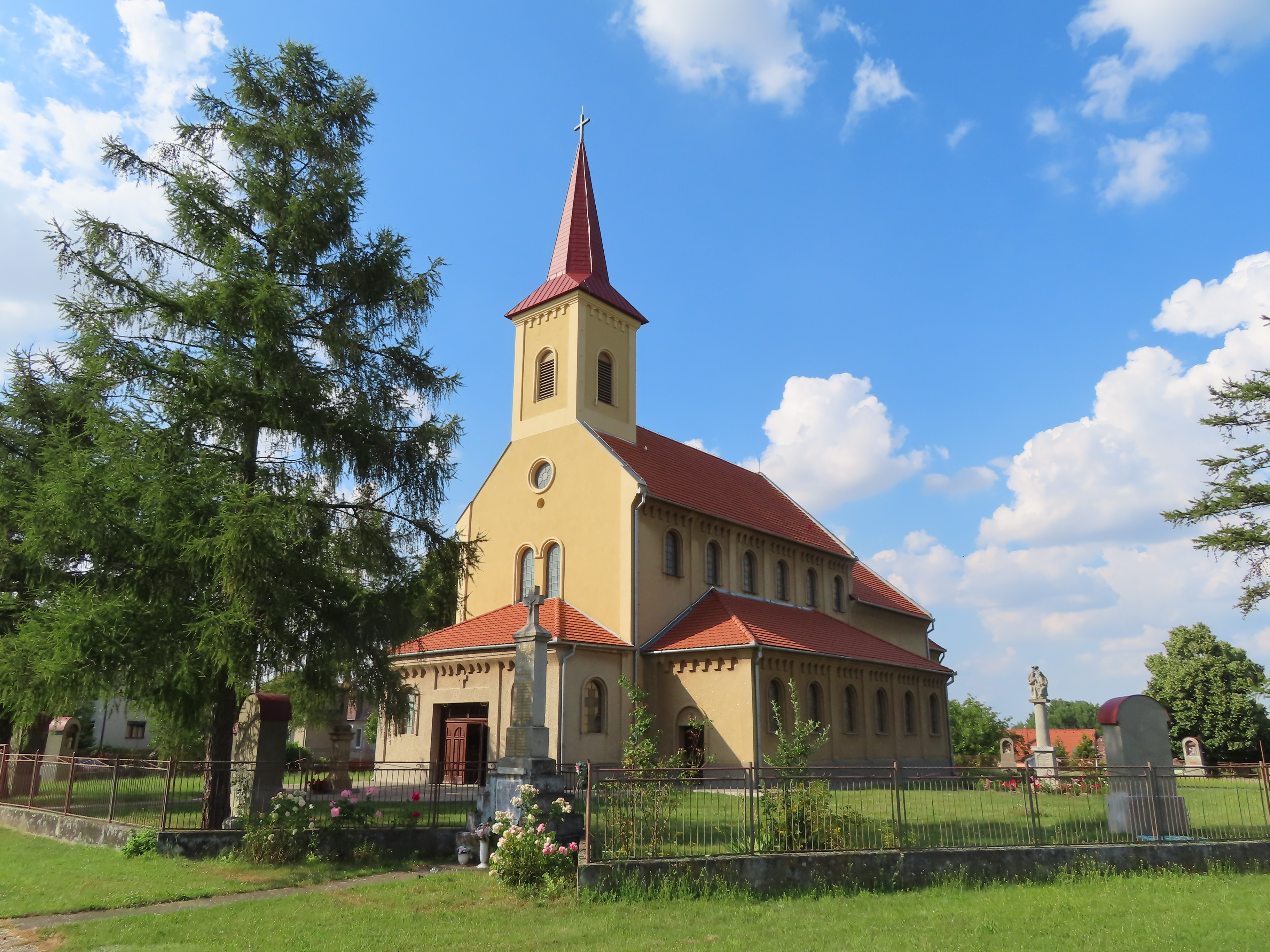
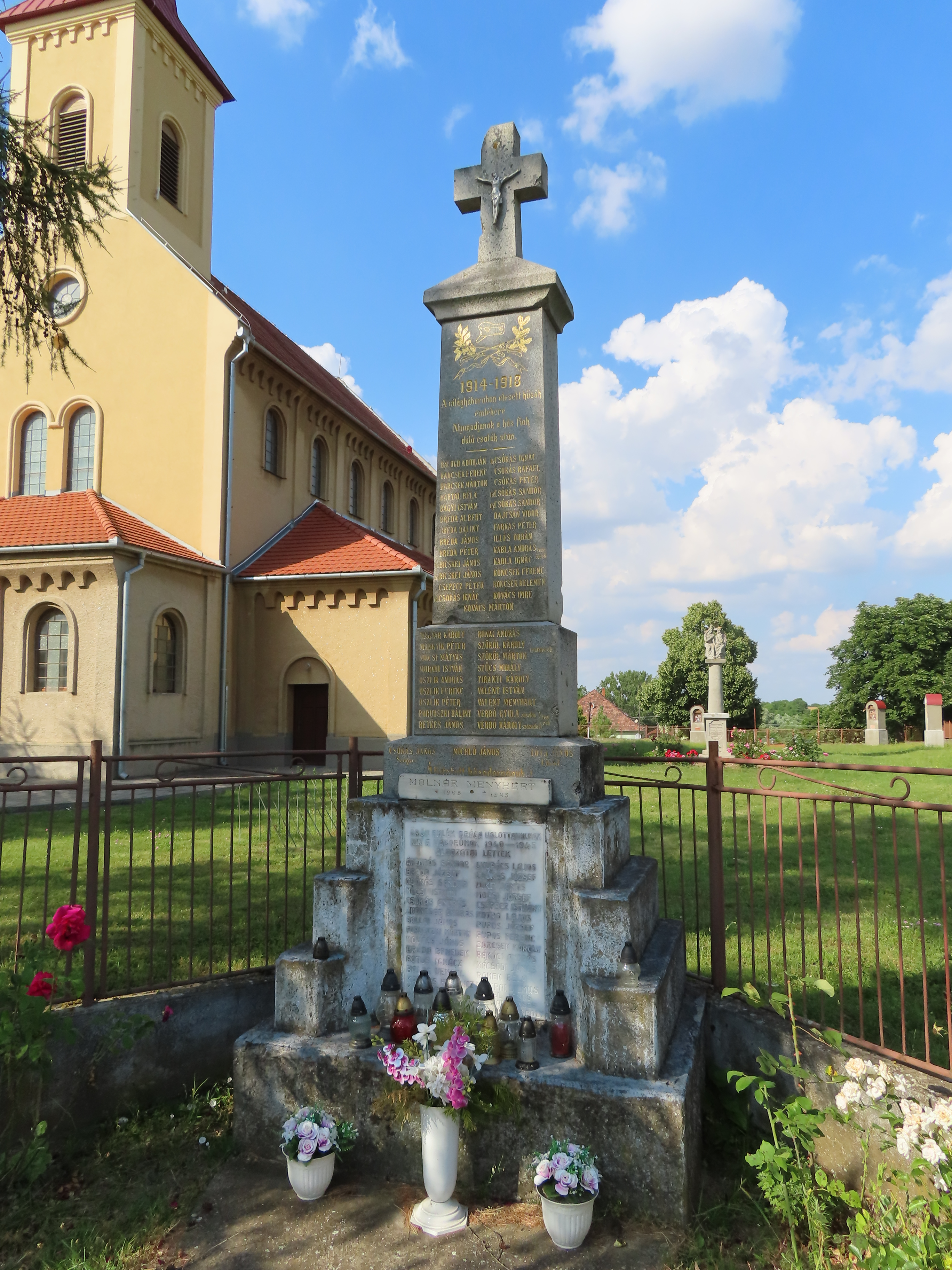
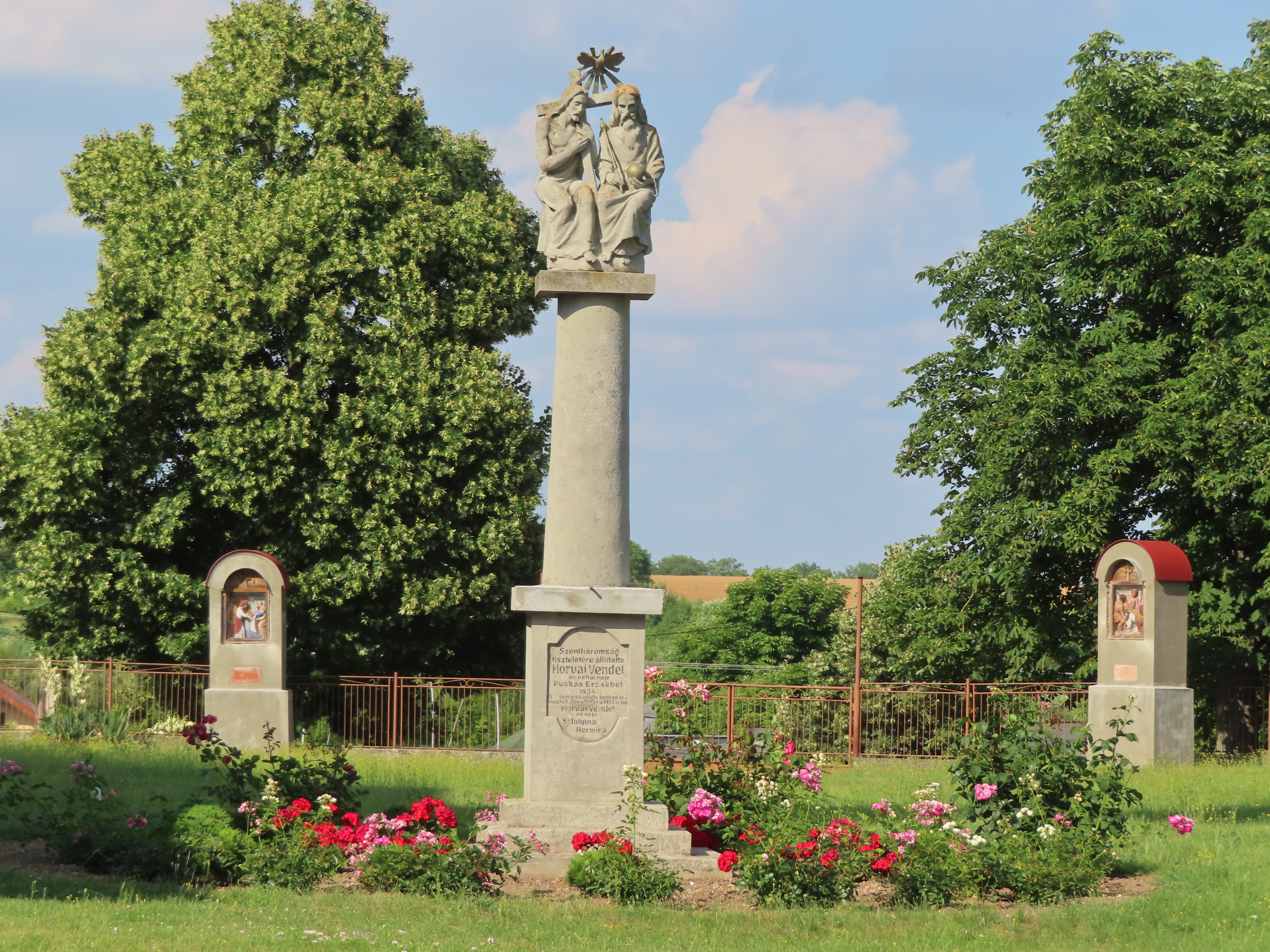
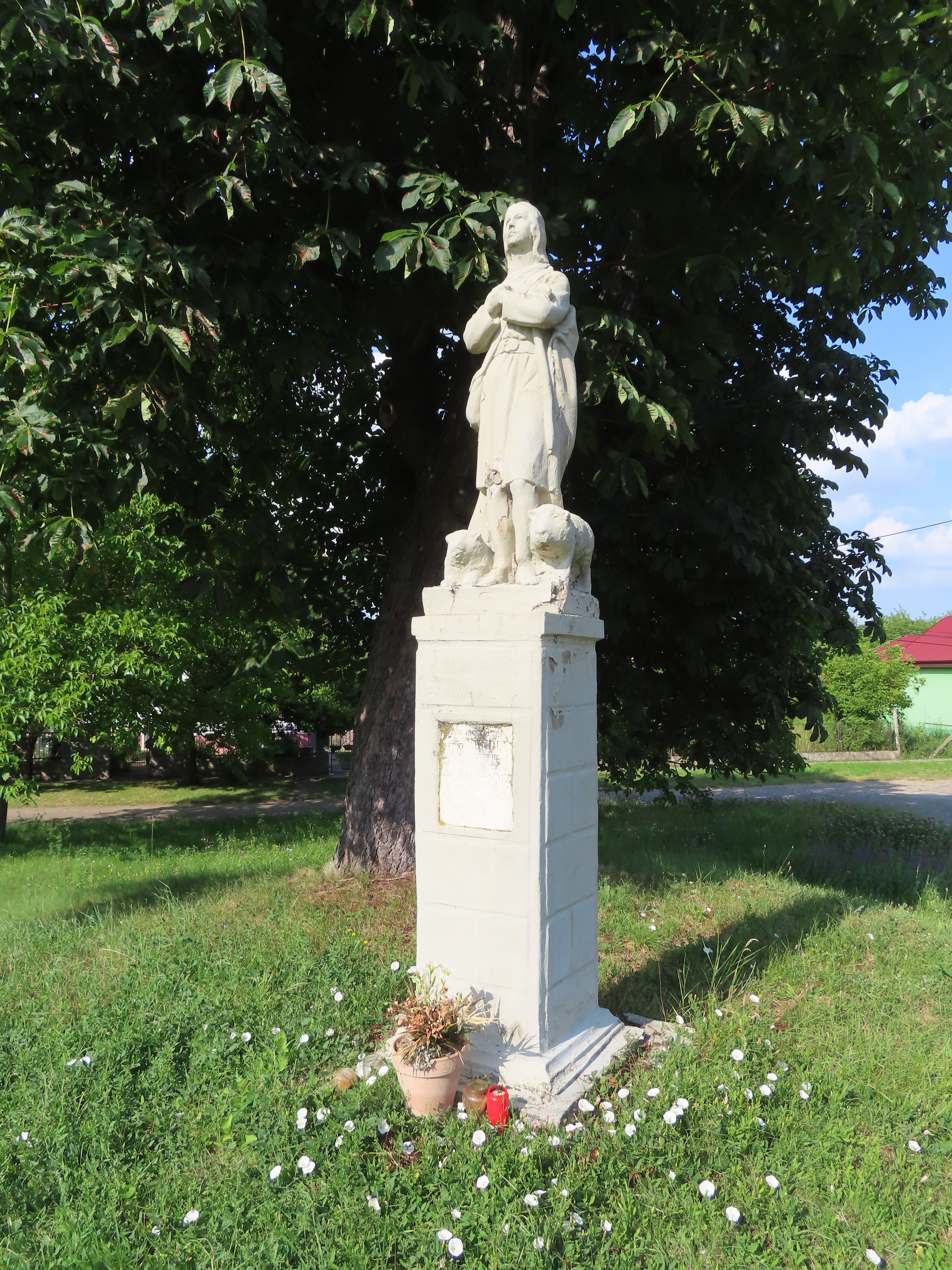
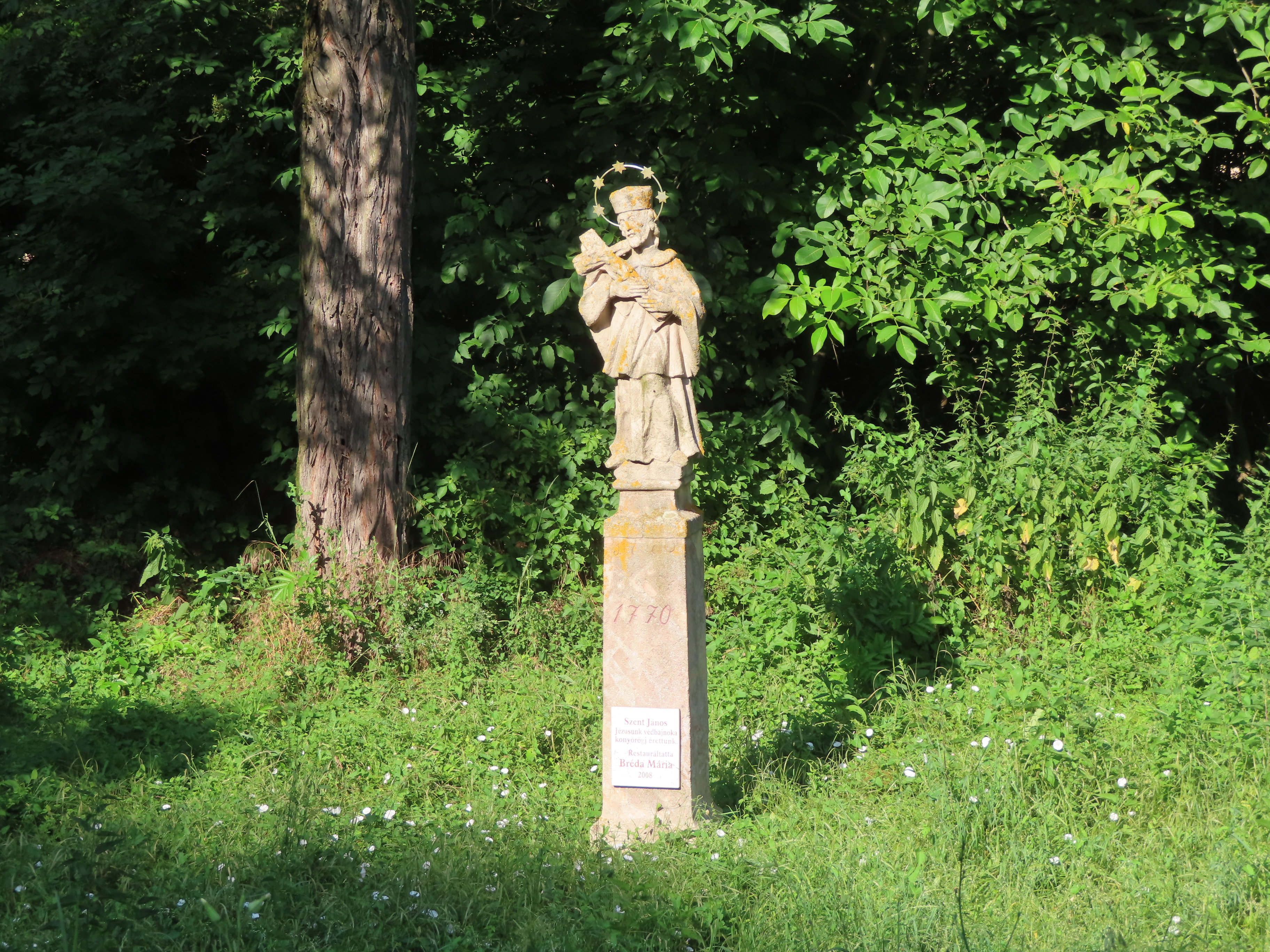

- Bart gyönyörű szép, nagy, felújított templommal rendelkezik. A temető bejáratánál egy gyönyörű, fából faragott székelykapu fogadja a látogatókat. Kultúrháza nagyobb szabású rendezvények megrendezésére is megfelelő. A horgászat szerelmeseinek rendelkezésére áll egy Halastó és egy "Kőhíd", ahol kiélhetik szenvedélyüket (mindkét tó nyugodt környezetű, csöndes helyen terül el).
- Termálvíz. Az 1990 májusában befejezett mélyfúrási munkálatok 75,6 °C hőfokú, 30 g/l ásványianyag-tartalmú termálvizet eredményeztek. A furat mélysége 1927,6 m.

## Hagyományok
Kurtaszoknya
Nem mindennapi népviselete a kurtaszoknya. Ez úgy néz ki, hogy a női ruha derék része hosszabb és a szoknya pedig rövidebb. A néphagyomány szerint ez azért van, mert régen, a hódoltság idején, az esztergomi pasa rendeletbe adta a szoknya megrövidítését, hogy lássa az asszonyok, lányok bájait, lábait. A barti – és környékbeli – asszonyok eleget tettek a parancsnak, furfangosan a szoknyát a csípőnél (kb. 15-20 centire a derék alatt) egy úgynevezett pofándli tartja – hurkaszerűen összetekert anyagból (leggyakrabban vászonból) van –, ami a pruszlikra – mellényhez hasonló – van ráerősítve. Tehát amennyivel a szoknya megrövidült, annyival lett hosszabb a derékrész is. A viselethez piros hosszúszárú csizma tartozik.
Leggyakrabban ezt a szép és érdekes viseletet a barti Bíbic hagyományőrző csoport tagjain láthatja a nagyérdemű. Számos föllépésük van Szlovákiában, de Magyarországon is gyakran megfordulnak. Tavaly közel 30 felkérésnek tettek eleget. Csapatuk a mai napig is folyamatosan gyarapodik, most már lassan egyre több fiú is kedvet kap a néptánchoz.

## Rendezvények
Minden évben megszervezik nyáron a falunapot, majd ősszel „A nagy barti hegyen szüretelnek…” című szüreti ünnepséget. Ezeken különböző néptánccsoportok mutatkoznak be.
A mára már hagyományossá vált regionális gyermeknapot június elején szervezik meg (a Csemadok közös szervezése a Pimpimpáré Játszóházzal). Itt a különböző kézműves foglalkozásokon kívül érdekes további programok várják a kicsiket, nagyokat, sőt még a felnőtteket is.
Ezenkívül különböző ünnepekkor akár egy rövid műsorral is kedveskednek a vállalkozó szelleműek, vagy akár a falut járva visznek egy kis színt a szürke hétköznapokba (különleges alkalmakkor).